# Кубок Чернігівської області з футболу 1983
Кубок Чернігівської області з футболу 1983 — 39-й розіграш Кубка Чернігівської області з футболу.
На всіх етапах турніру зустрічі команд складаються з одного матчу.

## Учасники
В цьому розіграші Кубку узяли участь 18 клубів.
| - команда Бахмацького району - команда Борзнянського району - «Будмаш» (Прилуки) - команда Варвинського району - команда Городнянського району - «Колос» (Мена) - команда Корюківського району - команда Куликівського руйону - команда Ніжинського району - команда Новгород-Сіверського району - команда Носівського району - команда Прилуцького району - «Прогрес» (Ніжин) - команда Ріпкінського району - команда Семенівського району - команда Сосницького району - «Хімік» (Чернігів) - команда Щорського району |

## 1/16 фіналу
| Команда 1             | Команда 2              | Рахунок |
| --------------------- | ---------------------- | ------- |
| к. Ріпкінського р-ну  | к. Городнянського р-ну | 1:0     |
| к. Куликівського р-ну | к. Борзнянського р-ну  | 1:0     |

## 1/8 фіналу
| Команда 1                    | Команда 2             | Рахунок |
| ---------------------------- | --------------------- | ------- |
| к. Корюківського р-ну        | к. Щорського р-ну     | 1:0     |
| «Колос»                      | к. Сосницького р-ну   | 1:0     |
| к. Прилуцького р-ну          | «Прогрес»             | 1:4     |
| «Хімік»                      | к. Ріпкінського р-ну  | 3:0     |
| к. Варвинського р-ну         | к. Бахмацького р-ну   | 4:0     |
| к. Куликівського р-ну        | к. Носівського р-ну   | 0:4     |
| к. Новгород-Сіверського р-ну | к. Семенівського р-ну | 2:0     |
| к. Ніжинського р-ну          | «Будмаш»              | 2:5     |

## 1/4 фіналу
| Команда 1                    | Команда 2            | Рахунок        |
| ---------------------------- | -------------------- | -------------- |
| к. Корюківського р-ну        | «Колос»              | 2:2 (пен. 3:5) |
| к. Новгород-Сіверського р-ну | «Хімік»              | 0:1            |
| «Будмаш»                     | к. Носівського р-ну  | 3:2            |
| «Прогрес»                    | к. Варвинського р-ну | 4:2            |

## 1/2 фіналу
| Команда 1 | Команда 2 | Рахунок |
| --------- | --------- | ------- |
| «Хімік»   | «Колос»   | 7:0     |
| «Прогрес» | «Будмаш»  | 4:2     |

## Фінал
| Команда 1 | Команда 2 | Рахунок |
| --------- | --------- | ------- |
| «Хімік»   | «Прогрес» | 0:4     |